# Caerleon
Caerleon (walisisk: Caerllion) er en by og community i Newport, Wales. Den ligger ved floden Usk, omkring 8 km nordøst for Newport city centre, og 9 km sydøst for Cwmbran.
Caerleon er af arkæologisk vigtighed, da byen indeholder den vigtige romerske legionær-castrafort, Isca Augusta, og et voldsted fra jernalderen. Tæt ved resterne af Isca Augusta ligger National Roman Legion Museum og Roman Baths Museum. Byen har også stærke historiske og litterære associationer idet Geoffrey af Monmouth skrev om Caerleon som et vigtigt sted for britisk historie i sit værk Historia Regum Britanniae (ca. 1136), og Alfred Lord Tennyson skrev Idylls of the King (1859–1885) mens han boede i Caerleon.
Byens gamle borg, Caerleon Castle er i dag næsten helt væk, og den sidste rest er inkorporeret i pubben Hanbury Arms. Der findes også fragmentariske rester af den gamle bymur.